# Aphthona wollastoni
Aphthona wollastoni es un coleóptero de la familia Chrysomelidae. Fue descrita en 1950 por Har. Lindberg.